# Juan Manuel Pérez Bernal
Juan Pérez, avagy becenevén „Kichi” (Tijuana, 1985. május 5.) egy mexikói labdarúgó, aki jelenleg a magyar másodosztályú FC Tatabányában játszik.

## Pályafutása
Juan Pérez a mexikói amatőr csapatban, a San Diego Pumitasban kezdte pályafutását. Innen igazolt 2007-ben a még első osztályú Tatabánya FC-hez, ahol azonnal közönség kedvenccé vált, hiszen első mérkőzésen csereként pályára lépve a 87. percben győztes gólt lőtt a Fehérvárnak, majd a REAC ellen idegenben két gólt is szerzett, amivel a Tatabánya kiharcolta a bennmaradást. A 2007–2008-as szezonban Kichit kétszer is kiállították azonnali piros lappal sportszerűtlen magatartása miatt, és gólt is csak egyet tudott szerezni az élvonalban. 2008 nyarán a mexikói másodosztályba igazolt.
2009 telén visszatért a mexikói játékos Tatabányára, majd a második bajnokin rögtön gólt fejelt a Gyirmót csapatának.